# Dicranomyia tristina
Dicranomyia tristina là một loài ruồi trong họ Limoniidae. Chúng phân bố ở miền Cổ bắc.